# Pterobryopsis kegeliana
Pterobryopsis kegeliana là một loài Rêu trong họ Pterobryaceae. Loài này được (Müll. Hal.) M. Fleisch. miêu tả khoa học đầu tiên năm 1905.